# 헤라르트 판 펠더

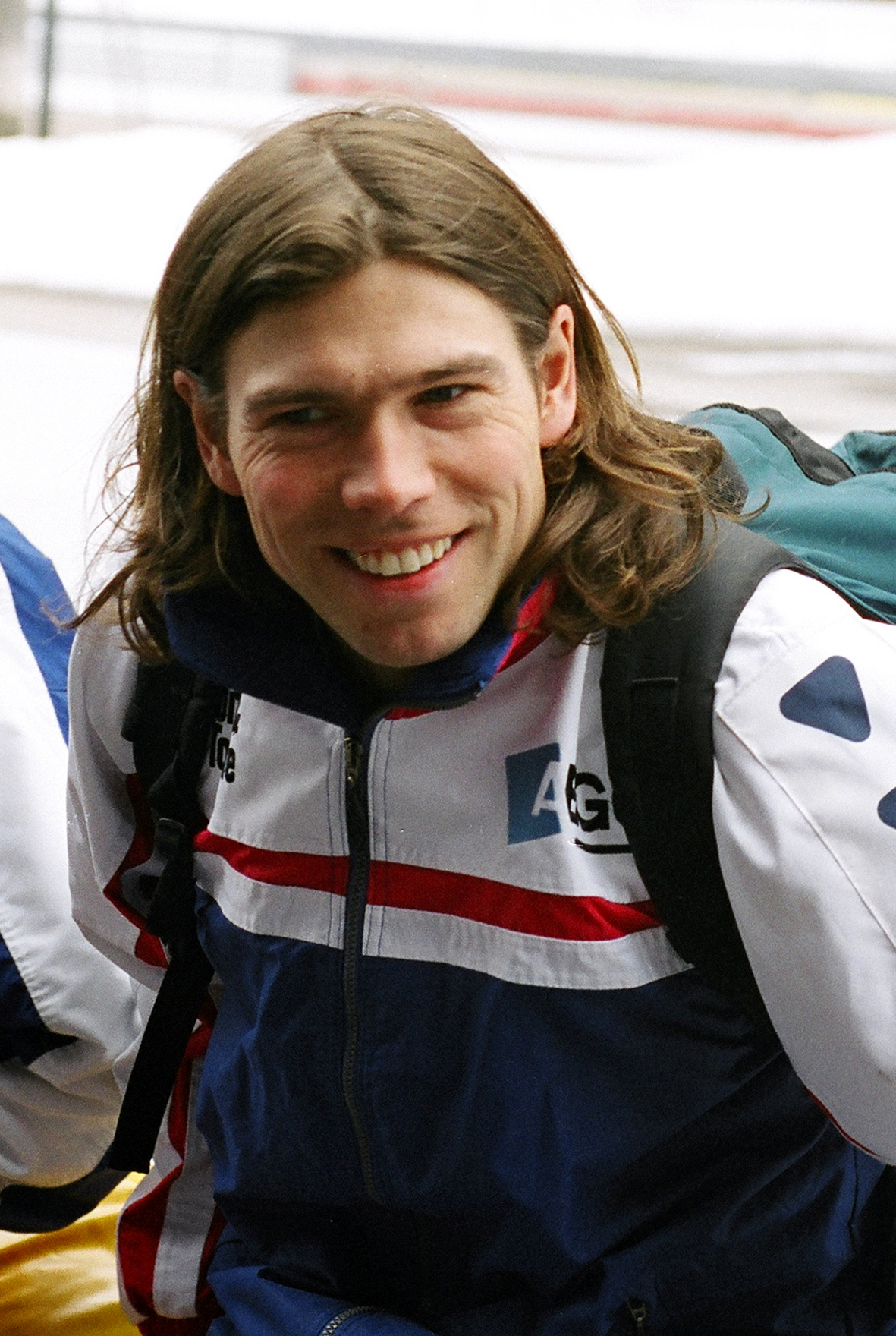

헤라르트 피터르 헨드리크 판 펠더(네덜란드어: Gerard Pieter Hendrik van Velde, 1971년 11월 30일~)는 네덜란드의 남자 스피드 스케이팅 선수이다.